# Дом трагического поэта

Дом трагического поэта, Помпеи. Архивы Бруклинского музея, Архивная коллекция Goodyear

карта Помпеи

Дом трагического поэта (также называемый Домом Гомера или Домом Илиады) — римский дом в Помпеях, Италия, построенный во II веке до нашей эры. Дом известен своими тщательно продуманными мозаичными полами и фресками, изображающими сцены из греческой мифологии .
Обнаруженный в ноябре 1824 года археологом Антонио Бонуччи, Дом трагического поэта на протяжении поколений интересовал ученых и писателей. Хотя размеры самого дома ничем не примечательны, его внутренние украшения не только многочисленны, но и выделяются высочайшим качеством среди фресок и мозаик древних Помпей. Из-за несоответствия между размером дома и качеством его отделки жизнь домовладельцев вызывает много вопросов. К сожалению, мало что известно о его обитателях, которые, вероятно, погибли при извержении Везувия в 79 году нашей эры.
Традиционно Помпеи географически разделены на девять региональных областей, которые затем делятся на островные области. Дом Трагического Поэта располагался в Районе VI, Инсула 8, в дальней западной части Помпеи. Дом выходил на Виа ди Нола, одну из самых больших улиц Помпеи, которая соединяла форум и улицу Гробниц. Через Виа ди Нола от Дома трагического поэта располагались Форумные термы Помпеи.

## Модель

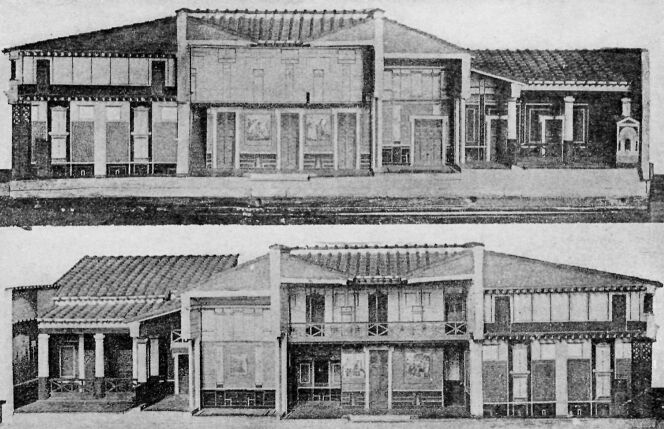
Воссозданная модель Дома трагического поэта.

Как и многие римские дома того периода, Дом трагического поэта разделён на две основные части. Фасадная, южная часть дома служит общественным пространством для презентаций. Здесь две большие комнаты с открывающимися наружу стенами служат магазинами домовладельцев или, что менее вероятно, помещениями для прислуги. Эти магазины лежат по обе стороны узкого вестибюля. В конце этого зала находится атриум, самая украшенная из комнат Дома трагического поэта. Здесь под открытым потолком находится большой прямоугольный имплювий, или водный бассейн, в котором собирается вода для использования членами семьи. Рядом с северным концом имплювия находится устье колодца, которое можно использовать для забора воды из бассейна. Ещё дальше от входа находится таблинум, вторая открытая общая зона.
Из этих основных зон выходят меньшие частные комнаты, обозначающие вторую часть дома. Вдоль западной стены атриума находится ряд кубикул или спален. Напротив них расположены дополнительный кубикулум, ала (служебная зона для столовой) и экус (небольшая столовая). Северный конец таблинума выходит на большой открытый перистиль или двор с садом. Справа от перистиля находится гостиная, которая, как полагают, в Доме трагического поэта использовалась как главный обеденный зал. Рядом с гостиной расположена небольшая кухонная зона. Рядом с левой стороной перистиля небольшая задняя дверь открывается на дополнительную улицу. Наконец, в северо-западном углу перистиля построен небольшой ларариум, или святыня, предназначенная для поклонения Lares Familiares, или семейным богам. В этом храме находилась мраморная статуэтка, изображающая сатира, несущего фрукты.
Хотя находки и эксперты-археологи уверенно подтверждают существование верхнего этажа в Доме трагического поэта, мало что известно о его планировке, поскольку он, скорее всего, был разрушен извержением Везувия.

## Искусство
Первоначально в доме было более двадцати расписных и мозаичных панелей, шесть из которых были перемещены в Национальный археологический музей в Неаполе. Эти панели были выбраны из-за их связи с «Илиадой» и послужили источником вдохновения для названий «Дом Гомера» и «Дом Илиады». Расписные стенные панели в доме являются образцами четвёртого помпейского стиля.

### Вестибюль
Пол вестибюля был украшен мозаичным изображением домашней собаки на поводке. Под рисунком слова «CAVE CANEM», что означает «Берегись собаки». Эти слова, как и сегодняшние подобные знаки, предупреждали посетителей о том, чтобы они входили на свой страх и риск, и служили защитой для более приватных помещений дома. Остальной пол вестибюля был украшен тессерой или шахматным узором из черно-белой плитки. Этот узор обрамляла окантовка из двух чёрных полос, окружавших комнату.

### Атриум
Атриум был средоточием искусства в Доме трагического поэта. За исключением Дома Веттиев, в нём было больше крупномасштабных мифологических фресок, чем в любом другом доме в Помпеях. Каждое изображение было примерно четыре квадратных фута, что делало фигуры немного меньше, чем в натуральную величину. На изображениях в атриуме часто изображены сидящие мужчины и женщины в движении. Женщины, переживающие важные изменения в своей жизни в известных греческих мифах, обычно находятся в центре композиции.

#### Южная стена

##### Свадьба Зевса и Геры
На этой панели изображены боги Гипнос, Гера и Зевс на горе Ида. Гипнос представляет Геру Зевсу, который сидит в правой части картины. Зевс держит Геру за запястье, и Гера неохотно смотрит на зрителя, сняв вуаль. Три молодые фигуры в правом нижнем углу картины, возможно, дактили. На заднем плане — колонна с тремя восседающими на ней львами. Это панно является частью коллекции Археологического музея в итальянском Неаполе.

##### Афродита
Изображение Афродиты в настоящее время почти полностью уничтожено, но то, что осталось от картины, когда она была обнаружена, было скопировано темперой художником Франческо Морелли. На картине мог быть изображён сидящий любовник. Поскольку Афродита меньше, чем фигуры на других картинах, также возможно, что картина содержала больше фигур и изображала Суд Париса.

#### Восточная стена

##### Ахиллес и Брисеида
Эта драматическая сцена изображает Ахиллеса, отпускающего Брисеиду греческому царю Агамемнону. На правой стороне панели Патрокл ведёт Брисеиду за запястье. Сидящий Ахилл сердито направляет их к посланнику Агамемнона.

##### Елена и Парис
Елена садится на корабль, чтобы вернуться на свою родину, в Трою. Хотя на изображении его больше нет, считается, что Парис уже находится в лодке, когда Елена садится на борт. Оба этих изображения являются частью коллекции Археологического музея в Неаполе.

#### Западная стена

##### Похищение Амфитриты
Хотя большая часть этой панели разрушена, та же композиция видна на картине с виллы ди Кармиано в Стабиях. Нижняя половина картины была найдена нетронутой в Доме трагического поэта и изображает Эроса, который едет на дельфине и держит трезубец. Недостающая часть, видимая в Стабиях, показывает, что на картине изначально был изображен Посейдон на морском коне после похищения Амфитриты. Как и на других панелях, она Амфитрита обращена на зрителя.

##### Гнев Ахиллеса
Почти ничего из этой панели не сохранилось, но композиция, положение ног и красная ткань, кажется, соответствуют другим, изображающим Гнев Ахилла. В сохранившихся частях видны только ноги и драпировка. На оригинальной картине, вероятно, был изображен Ахиллес с правой стороны панели, когда он вытаскивал кинжал, чтобы атаковать Агамемнона за то, что тот взял Брисеиду, но его удерживает Афина, которая указывает ему поговорить с Агамемноном, а не сражаться с ним.

### Таблинум
Пол таблинума был украшен искусным мозаичным изображением. Здесь актёры собираются за кулисами, готовясь к спектаклю: один персонаж одевается, а другой играет на флейте. Другие персонажи окружают коробку с масками, которые будут использоваться во время представления.
На стене панно с изображением сцены из истории об Адмете и Алкестиде. Посланник читает оракул Адмету, сидящему рядом с Алкестидой, говоря ему, что он умрёт, если кто-то другой добровольно не примет смерть вместо него. Из-за близости к мозаике с актёрами археологи полагали, что на этой картине изображен поэт, читающий свои стихи, в результате чего картина получила название «Дом трагического поэта». Однако происхождение этой панели остаётся спорным. Некоторые источники предполагают, что изображенная здесь картина из Дома трагического поэта, а некоторые другие утверждают, что она была из Геркуланума. Ричардсон определил, что она из базилики в Геркулануме. Де Каролис обозначил это знаком вопроса как «Casa del Poeta Tragico (?)».

### Перистиль
В полуоткрытом перистиле была изображена воображаемая садовая сцена или paradeisos в стиле trompe-l'œil (обманки). Предполагается, что это изображение должно было гармонировать с настоящим садом, который должен был расти в некрытой части перистиля. Слева от перистиля была фреска, известная как «Жертвоприношение Ифигении», на которой Улисс и Ахиллес берут обнажённую Ифигению для принесения в жертву непосредственно перед тем, как Артемида приносит в жертву вместо неё оленя. В правой части картины изображен провидец Калхас, подносящий руку ко рту, чтобы указать на свое божественное откровение. Отец Ифигении Агамемнон сидит на левой стороне панели, отвернувшись от группы, его лицо покрыто вуалью, как на другом изображении этой сцены художника Тиманта.

### Столовая
В столовой расположены три большие панели и нескольких меньших. На меньших панелях изображены солдаты и персонализации четырёх времён года в виде молодых женщин. На трёх больших панелях изображены амуры и молодая пара, сцена с участием Артемиды и сцена, в которой Тесей оставляет Ариадну, садясь на корабль.

## Культурные отсылки
Дом трагического поэта послужил центром многих произведений художественной литературы и поэзии. Среди наиболее известных — роман «Последние дни Помпеи» Эдварда Бульвера Литтона, в котором автор придумывает жизнь владельца дома, Главка, при этом точно описывая дом во всех подробностях. В «Красноте рассвета» Вальдемара Кадена жителем дома выведен христианин по имени Гай Сабинус. Ещё одно известное произведение — «Дом трагического поэта» Владимира Яновича, эпическая поэма, основанная на изображениях мозаики и фресках, разбросанных по всей вилле. Дом также фигурирует в аниме JoJo’s Bizarre Adventure: Golden Wind, где Босс банды Passione прячет ключ возле собачьей мозаики. В следующей истории трое главных героев отправляются в Помпеи за ключом.

## Интерпретации
Историки искусства и классики уже давно очарованы Домом трагического поэта из-за уникального способа, которым он сопоставляет изображения из разных периодов и мест по всей мифологической Греции. Ни один ракурс внутри виллы не позволяет увидеть сразу все изображения. Вместо этого требуется передвигаться по вилле, рассматривая различные комбинации фигур. Этот факт логистики позволяет зрителям обращаться к более широким темам греческой мифологии, особенно к отношениям между могущественными мужчинами и женщинами, а также к божествам древней Греции.

## Галерея

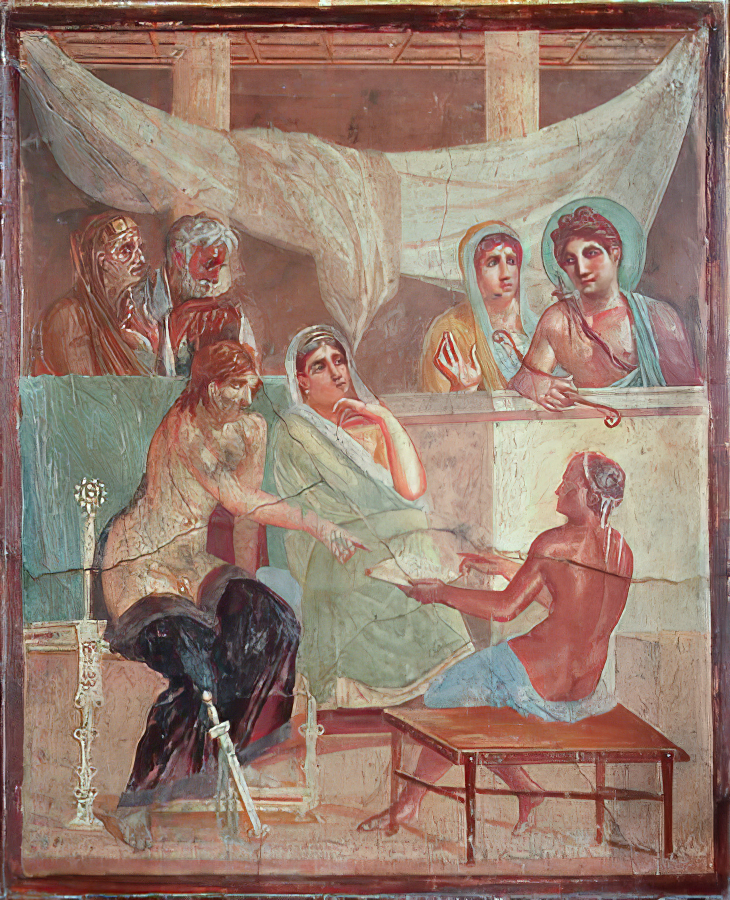
Алкестида и Адмет
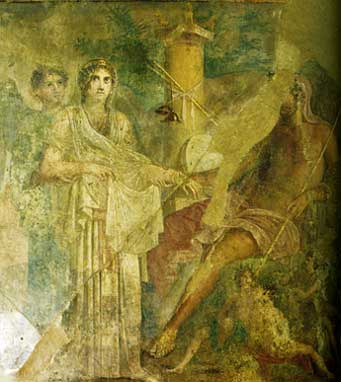
Кронос и Рея с помощью Ирис, фреска, четвертый стиль, ок. 65 г. н.э.
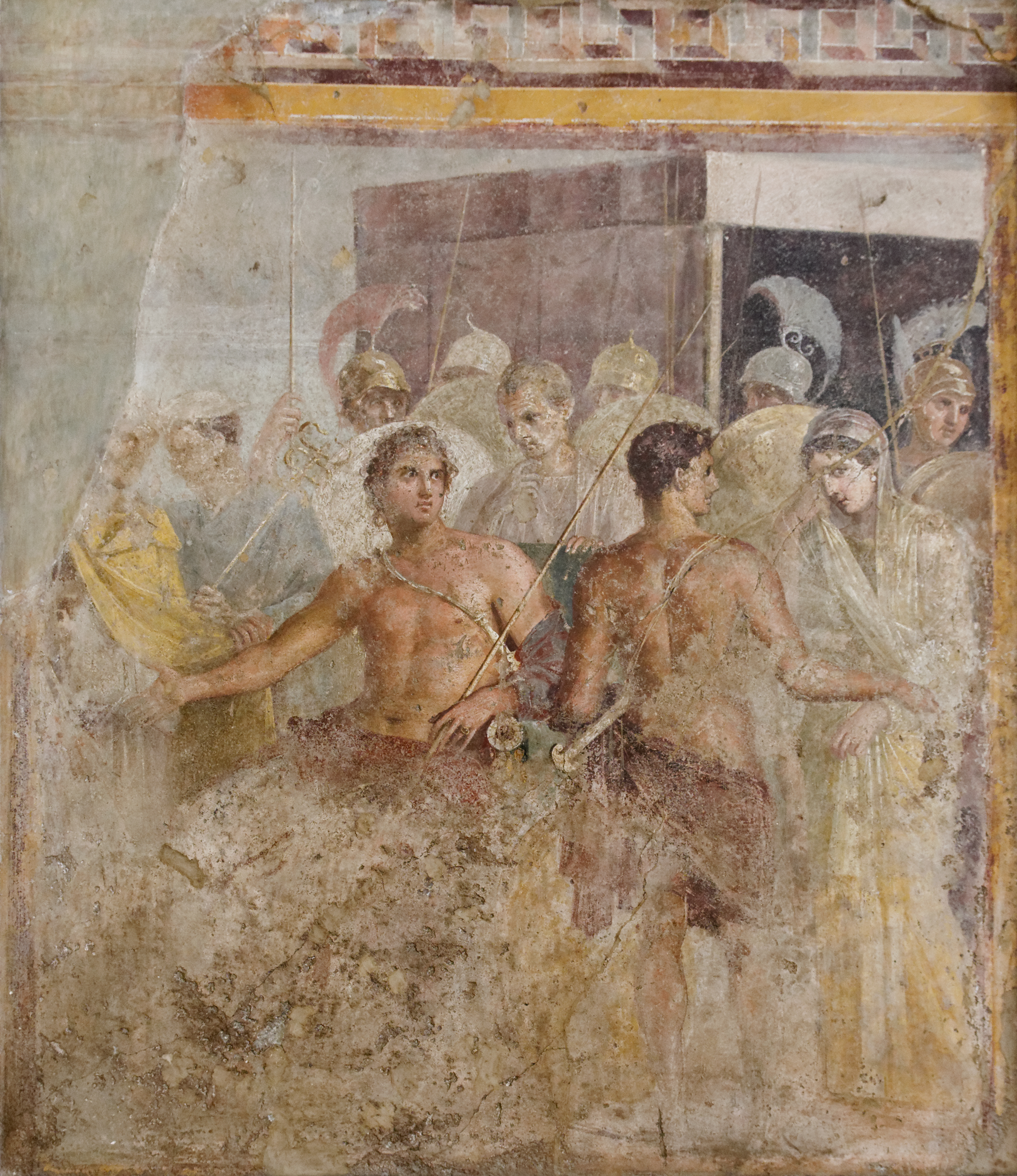
Панно с изображением Ахиллеса, отдающего Брисеиду Агамемнону
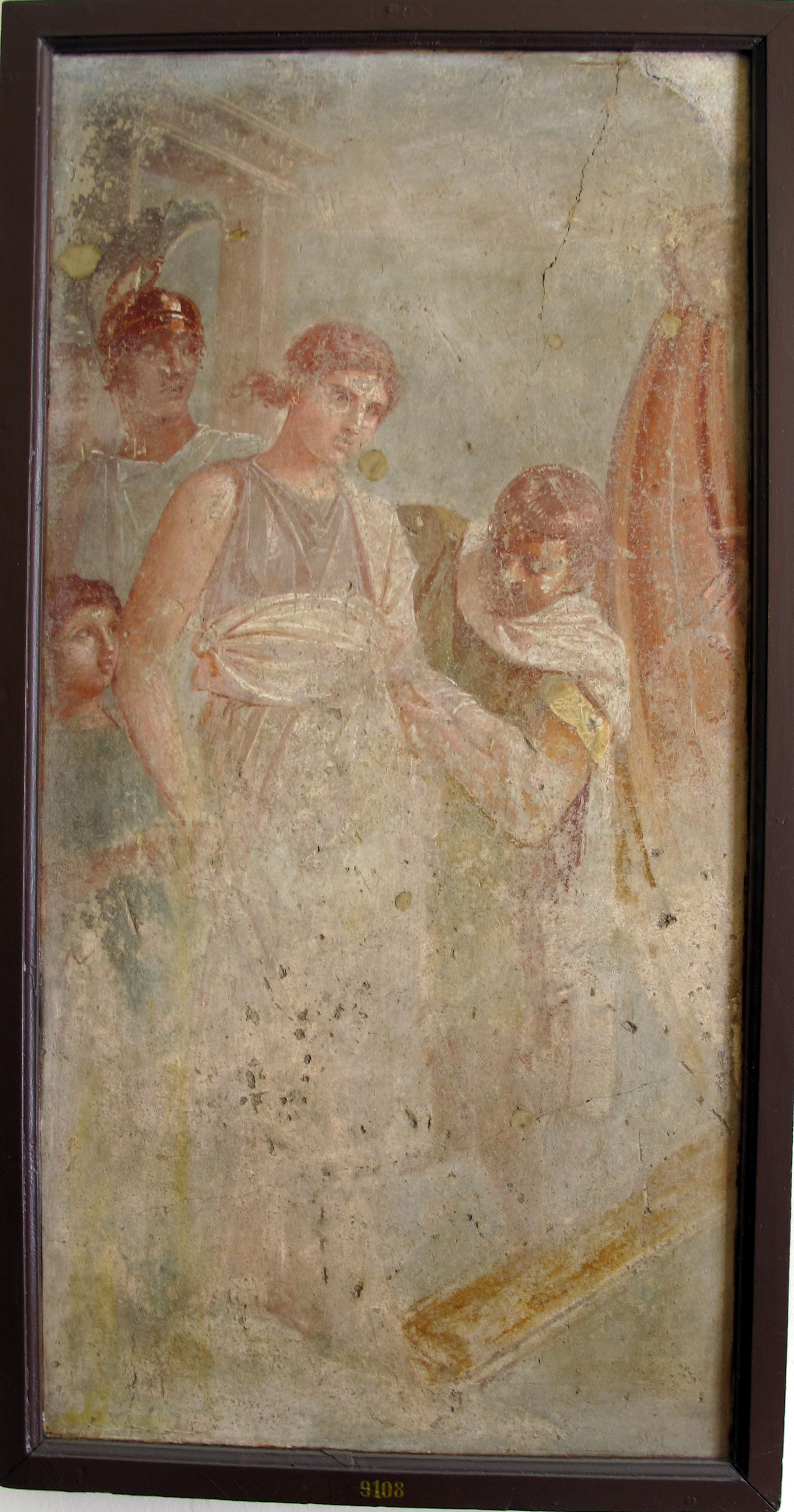
Елена садится на корабль, отправляющийся в Трою
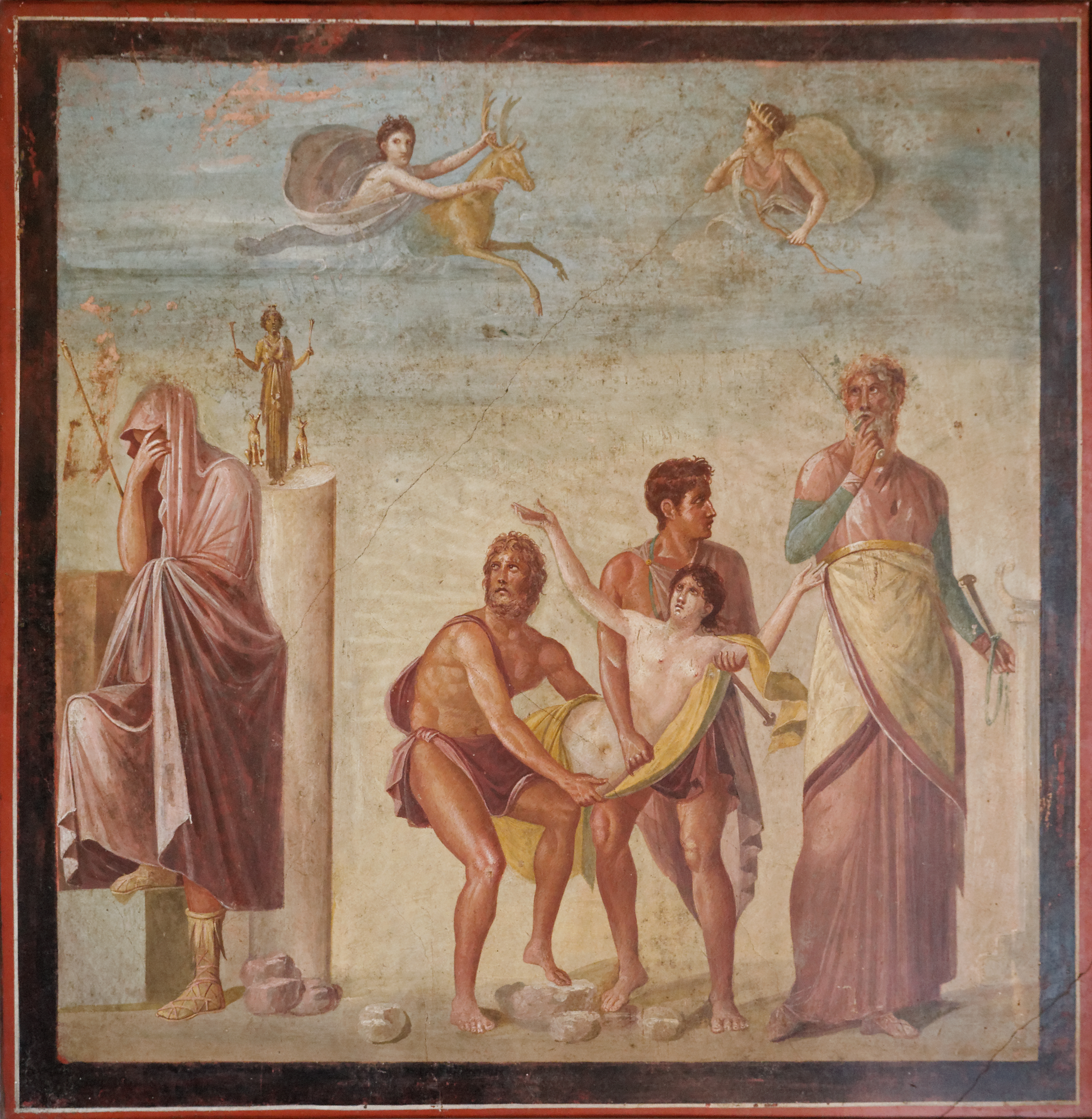
Ифигения в Авлиде. Настенная роспись с северной стены, к востоку от перистиля
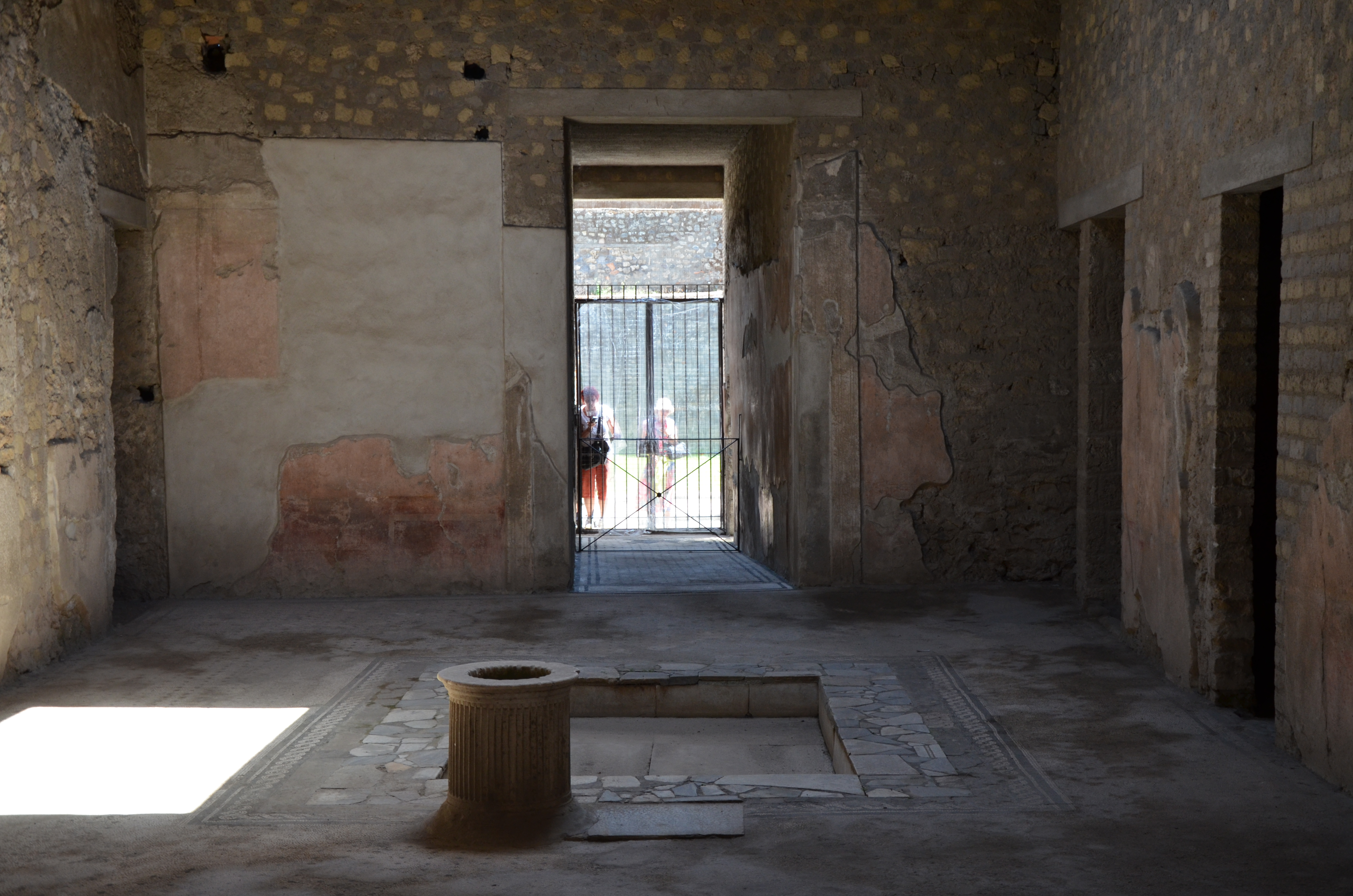
Атриум
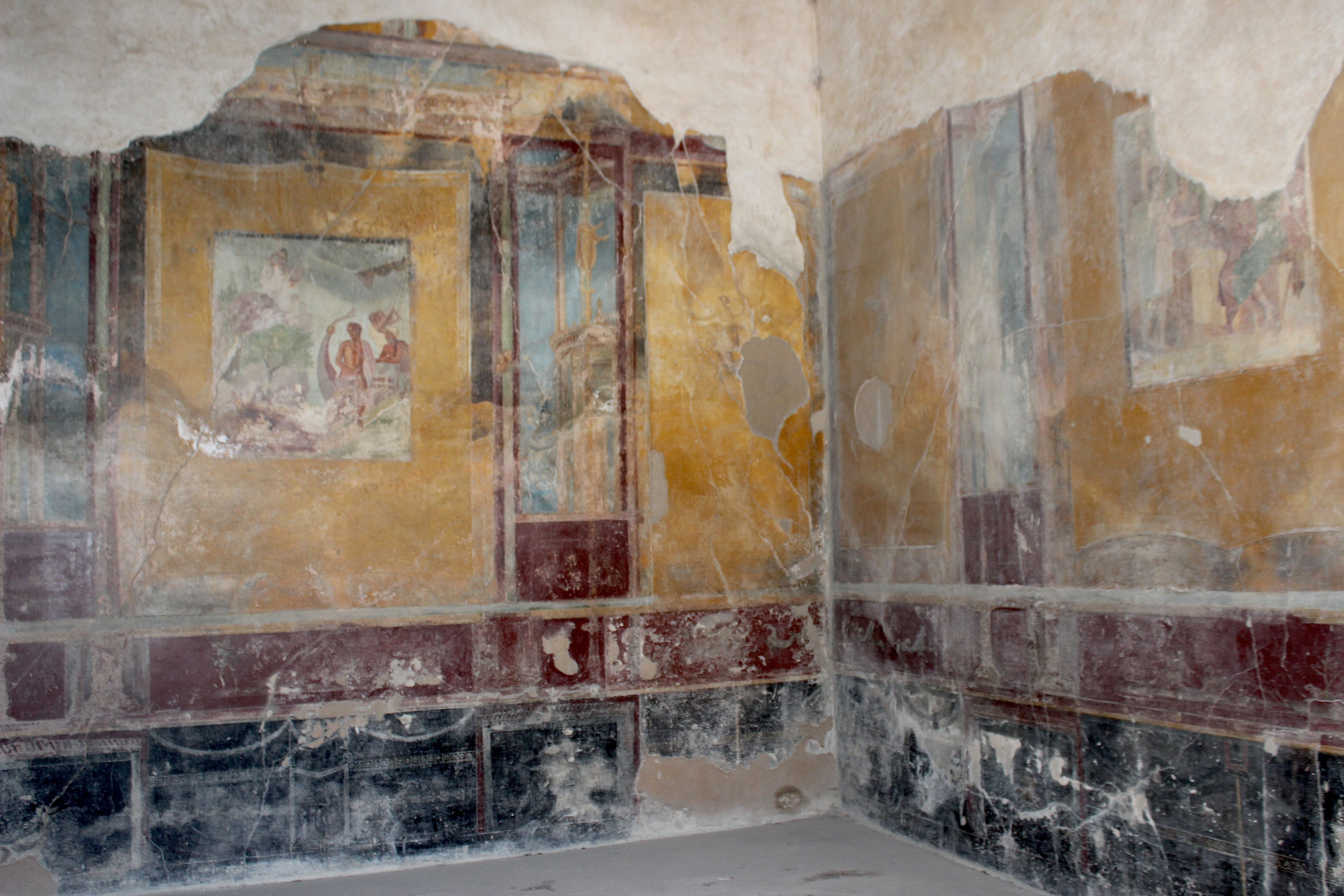
Параллельные фрески в атриуме
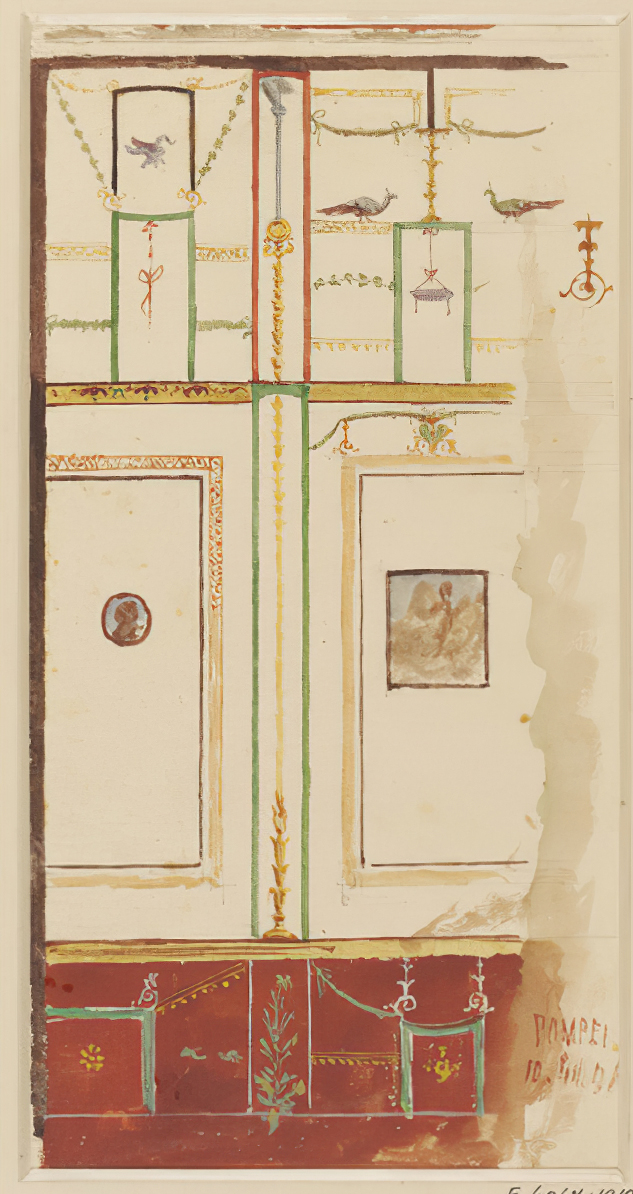
Стена с фресками
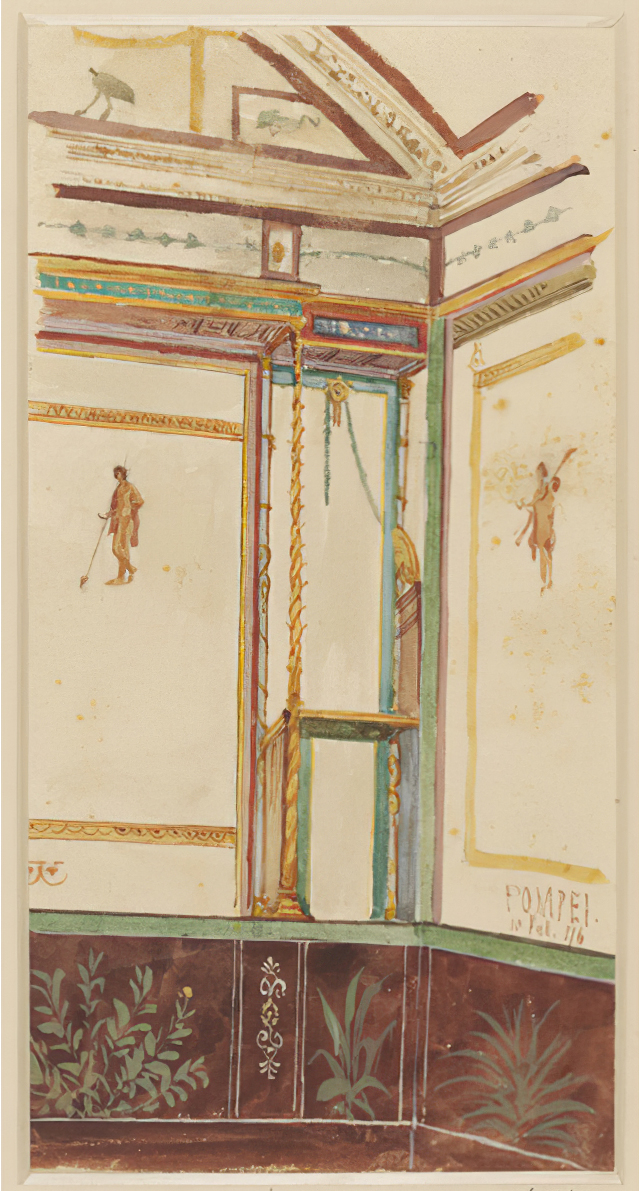
Стена с фресками
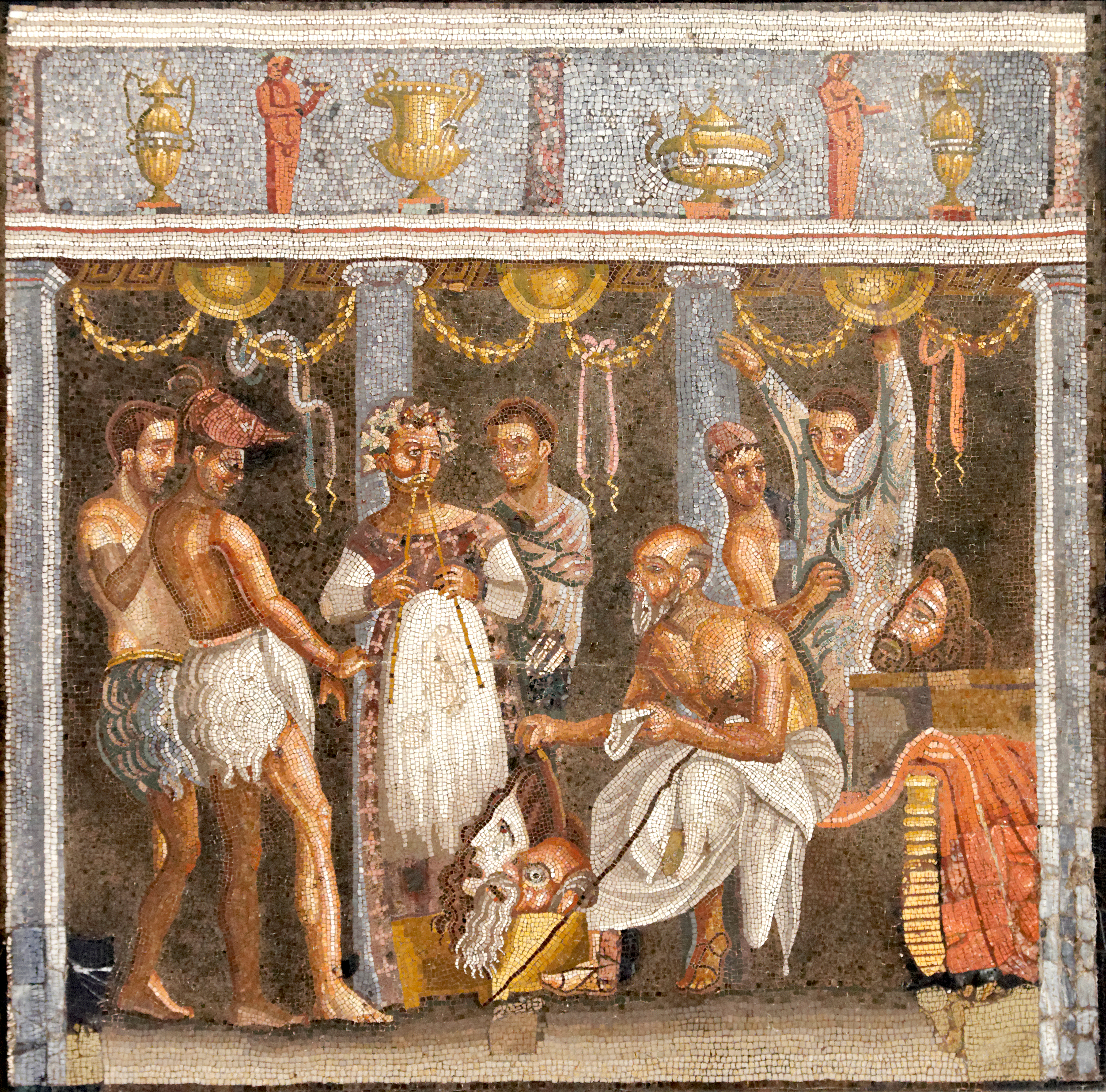
Мозаика с изображением трагических актеров
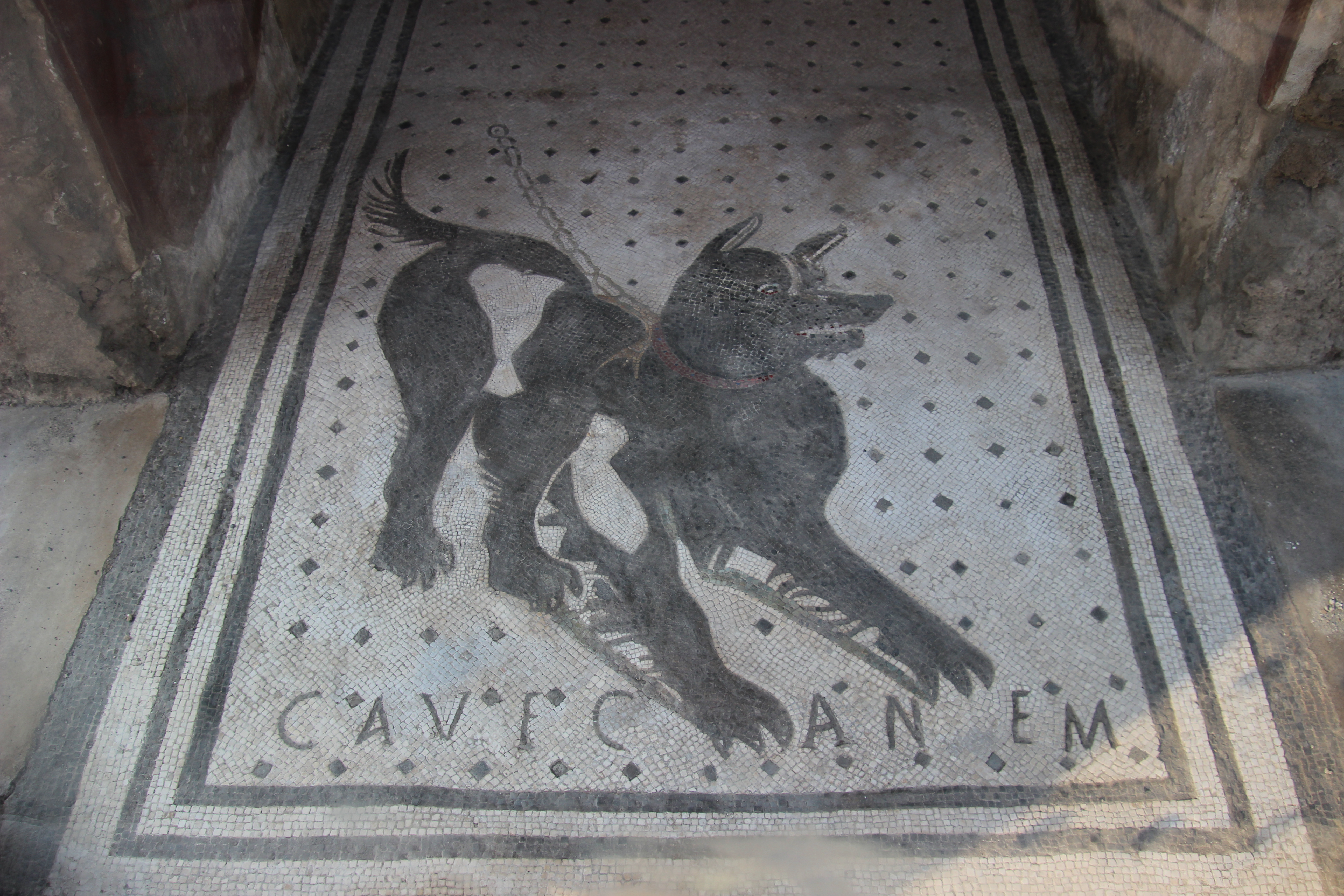
Мозаичная собака на полу вестибюля